# Frithjof Smith-Hald den yngre
Frithjof Smith-Hald, född 26 november 1909 i Bergen, död 28 oktober 1989 i Balestrand, var en norsk-svensk målare och grafiker.
Han var son till Bjørn Smith-Hald och sonson till Frithjof Smith-Hald. Efter avlagd studentexamen i England bedrev Smith-Hald medicinska studier i Edinburgh under ett par års tid men han avbröt sina studier för att istället ägna sig åt konst. Han studerade fyra år vid Académie Colarossi i Paris och under ett flertal studieresor till Italien och Frankrike. Sedan 1937 medverkade han i Statens höstutställningar på Kunstnerernes Hus i Oslo och med en rad konstföreningar i Norge. Separat ställde han bland annat ut i Sundsvall, Gävle Oslo och Paris. För en tandläkarmottagning i Gävle utförde han en mosaikdekoration med fiskebåtar på ett solbelyst hav. Hans konst består av abstrakta kompositioner utförda i olja eller akvarell och serigrafi samt färgträsnitt med dekorativa motiv samt mönster med en flödande färggivning. Smith-Hald är representerad vid Gävle museum.